# Aloe somaliensis
Aloe somaliensis é uma espécie de liliopsida do gênero Aloe, pertencente à família Asphodelaceae.